# عطا رحمان خان
عطا رحمان خان (بنگالی: আতাউর রহমান খান؛ ۶ مارس ۱۹۰۵ – ۷ دسامبر ۱۹۹۱) سیاست‌مدار اهل بنگلادش بود. وی از ۳۰ مارس ۱۹۸۴ تا ۹ ژوئیه ۱۹۸۶ نخست‌وزیر بنگلادش بود.
عطا رحمان خان در ۷ دسامبر ۱۹۹۱، در سن ۸۶ سالگی درگذشت.